# مارماگن
مارماگن (به آلمانی: Marmagen) یک منطقهٔ مسکونی در آلمان است که در نترسهایم واقع شده‌است. مارماگن ۱۷٫۶۲ کیلومتر مربع مساحت دارد.